# Fischsee (Naturschutzgebiet)
Das Naturschutzgebiet Fischsee liegt in den Landkreisen Alzey-Worms und Mainz-Bingen in Rheinland-Pfalz.
Das 81,62 ha große Naturschutzgebiet, das mit Verordnung vom 12. Februar 1987 unter Naturschutz gestellt wurde, erstreckt sich östlich der Ortsgemeinde Guntersblum zwischen der westlich verlaufenden B 9 und dem östlich fließenden Rhein.
Bei dem Gebiet handelt es sich um einen ehemaligen Altrheinarm mit Überschwemmungszonen, Feuchtwiesen und Wasserflächen.